# Elitserien i baseboll 2005
Elitserien i baseboll 2005 var den för 2005 års säsong högsta serien i baseboll i Sverige. Totalt deltog 7 lag i serien och alla spelade mot varandra tre gånger, vilket gav totalt 18 omgångar. De fyra främsta avancerade vidare till slutspel.

## Sluttabell
Den sista matchen mellan Leksand och Oskarshamn spelades inte då den var betydelselös för tabellen.
| Nr | Lag                  | Matcher | Vunna | Förlorade | Vinstprocent |
| -- | -------------------- | ------- | ----- | --------- | ------------ |
| 1  | Sundbyberg Heat      | 18      | 17    | 1         | 0.944        |
| 2  | Leksand Lumberjacks  | 17      | 14    | 3         | 0.824        |
| 3  | Karlskoga Bats       | 18      | 12    | 6         | 0.667        |
| 4  | Skövde Saints        | 18      | 8     | 10        | 0.444        |
| 5  | Oskarshamn Lost Boys | 17      | 6     | 11        | 0.353        |
| 6  | Tranås               | 18      | 3     | 15        | 0.167        |
| 7  | Göteborg Hajarna     | 18      | 2     | 16        | 0.111        |

## Slutspel
I slutspelet deltog lagen som hamnade på plats ett till fyra i den andra omgången. Laget på första plats mötte laget på fjärde plats och laget på andra mötte det tredje, i en semifinalserie. Semifinalerna spelades i bäst av tre och finalerna spelades i bäst av fem.

### Semifinaler
Sundbyberg – Skövde 2–0
| Hemmalag        | Bortalag      | Resultat |
| --------------- | ------------- | -------- |
| Sundbyberg Heat | Skövde Saints | 18–0     |
| Sundbyberg Heat | Skövde Saints | 6–0      |

Leksand – Karlskoga 2–1
| Hemmalag            | Bortalag       | Resultat |
| ------------------- | -------------- | -------- |
| Leksand Lumberjacks | Karlskoga Bats | 2–1      |
| Leksand Lumberjacks | Karlskoga Bats | 5–6      |
| Leksand Lumberjacks | Karlskoga Bats | 6–1      |

### Final
Leksand – Sundbyberg 3–0
| Hemmalag            | Bortalag            | Resultat |
| ------------------- | ------------------- | -------- |
| Leksand Lumberjacks | Sundbyberg Heat     | 12–0     |
| Leksand Lumberjacks | Sundbyberg Heat     | 5–2      |
| Sundbyberg Heat     | Leksand Lumberjacks | 13–18    |

## Upp- och nedflyttning
Skövde, Göteborg och Oskarshamn deltog inte i Elitserien under säsongen 2006 utan ersattes av Alby och Stockholm.

### Webbkällor
- Svenska Baseboll- och Softbollförbundet, Elitserien 1963-